# مائير فينكلستاين
مائير فينكلستاين (بالإنجليزية: Meir Finkelstein)‏ هو ملحن أمريكي، ولد في 1951 في إسرائيل.

## وصلات خارجية
- مائير فينكلستاين على موقع IMDb (الإنجليزية)
- مائير فينكلستاين على موقع ميوزك برينز (الإنجليزية)